# Eduardo Verástegui
José Eduardo Verástegui Córdoba (Ciudad Mante, Tamaulipas, 21 de mayo de 1974) es un actor, productor, excantante y activista político mexicano. Sus ideas políticas han sido descritas como ultraconservadoras y de extrema derecha por varios medios de comunicación.
Antes de iniciar su carrera en la actuación, Verástegui fue uno de los miembros originales del grupo de pop Kairo, desempeñándose como cantante y corista. Tras grabar los álbumes Signo del tiempo (1994) y Gaudium (1995) con dicha agrupación, publicó en 2001 su único álbum como solista hasta la fecha, titulado Eduardo Verástegui.
A finales de la década de los 90 apareció en algunas producciones de la televisión mexicana como Una luz en el camino (1998), Soñadoras (1998-1999) y Alma rebelde (1999). En 2003 protagonizó la película estadounidense Chasing Papi y tres años después coprodujo y protagonizó Bella, un exitoso filme que recibió varios premios y reconocimientos a nivel internacional. Otras participaciones destacadas de Verástegui en el cine y la televisión estadounidense incluyen producciones como Charmed (2004), The Butterfly Circus (2009), Paul Blart: Mall Cop 2 (2015) y Kevin Can Wait (2017).
Es uno de los fundadores de la compañía de realización cinematográfica «Metanoia Films», con la que ha producido películas con contenido social como la mencionada Bella (2006), Crescendo (2011) y Little Boy (2015). Tanto por su carrera artística como por su labor como activista, Verástegui ha recibido una gran cantidad de premios y reconocimientos, entre los que destacan un premio Lo Nuestro en 2002, un People's Choice Award en el Festival de Cine de Toronto en 2006 y un Doctorado «Honoris Causa» en virtud de su labor benéfica en 2016.
Actualmente, Verástegui dirige el movimiento Viva México. El 7 de septiembre de 2023, se registró como aspirante a candidato independiente para las elecciones presidenciales de México de 2024. Sin embargo, no obtuvo el apoyo necesario para poder presentar su candidatura.

## Primeros años
Verástegui nació en Ciudad Mante, una localidad ubicada en el estado de Tamaulipas, el 21 de mayo de 1974, y creció en la localidad de Xicoténcatl. Hijo de José Jesús Verástegui Treviño (1950-2022), un agricultor cañero, y de Alicia Córdoba, Verástegui se interesó por el mundo del entretenimiento desde su infancia, trasladándose a la Ciudad de México a los 17 años para ingresar en el Centro de Educación Artística de Televisa (CEA).

## Carrera

### Música
En el CEA de Televisa conoció al modelo y cantante Francisco Zorrilla, quien lo animó para que se presentara en una audición para formar parte de una nueva agrupación juvenil de música pop llamada Kairo dirigida por el productor Jesús Antonio Berumen. Verástegui fue seleccionado junto a Zorrilla y Paul Forat y permaneció en la formación hasta 1996, año en que fue reemplazado por Gabriel Soto. Como miembro de Kairo, Verástegui participó en la grabación de los álbumes de estudio Signo del tiempo en 1994 y Gaudium en 1995 y de los álbumes recopilatorios Cara a cara en 1996 y Éxitos en 1997.
Tras su salida de Kairo, Verástegui viajó a la ciudad de Nueva York para intentar conseguir un contrato discográfico, pero al no tener éxito, regresó a su país natal un año después. Sin embargo, en 2001 grabó su primer y único álbum como solista hasta la fecha, Eduardo Verástegui, de la mano del reconocido productor colombiano Fabio Alonso Salgado «Estéfano». El álbum fue grabado en los Estudios Midnight Blue en la ciudad de Miami, Florida y publicado por la discográfica Universal Music el 7 de diciembre de 2001. Acto seguido apareció en el vídeoclip de la canción «Ain't It Funny» de la cantante estadounidense Jennifer López, perteneciente al álbum de estudio J.Lo.

### Cine y televisión

#### Década de 1990
Gracias al éxito cosechado por la agrupación Kairo, Verástegui fue invitado a realizar una pequeña aparición en la telenovela producida por Angelli Nesma Medina, Mi querida Isabel. Tras regresar de los Estados Unidos, donde se desempeñó temporalmente en el mundo del modelaje, integró en 1998 el reparto principal de la telenovela de corte juvenil Soñadoras, en la que interpretó el papel de Manuel Vasconcelos Jr. Otras de sus apariciones en la televisión mexicana incluyen las producciones Una luz en el camino de 1998, Tres mujeres y Alma rebelde, ambas de 1999. Por su desempeño en esta última producción, Verástegui recibió una nominación a los premios TV y Novelas en la categoría de mejor actor joven, en una terna conformada además por los actores Kuno Becker y Jorge Salinas.

#### Década de 2000

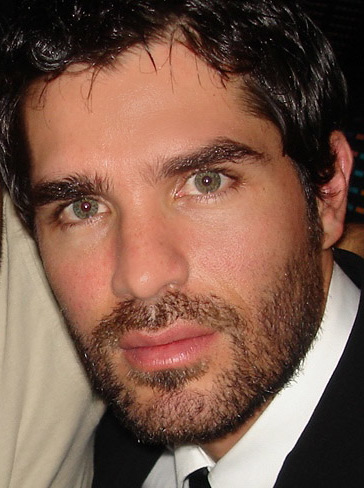
Eduardo Verástegui en 2007.

Verástegui regresó a los Estados Unidos a comienzos de la década de 2000 con el objetivo de continuar su carrera como actor. Establecido en Los Ángeles, en 2003 Verástegui obtuvo el papel protagónico en la película de Linda Mendoza, Chasing Papi, donde interpretó el papel de Thomas Fuentes. Su siguiente película fue Meet Me in Miami, una producción neozelandesa en la que compartió elenco con el boricua Carlos Ponce y la irlandesa Tara Leniston. En 2003 también registró apariciones en las series estadounidenses CSI: Miami (en el episodio «Forced Entry») y Karen Sisco (en el episodio «Dear Derwood»). Un año después actuó en el episodio «Prince Charmed» de la serie de fantasía Charmed, última participación de Verástegui en la televisión estadounidense en esa década. A partir de ese momento, el actor decidió rechazar ofertas para interpretar papeles en películas que de algún modo deterioraran la imagen de los latinos radicados en los Estados Unidos, optando por participar en producciones con un mayor contenido familiar y espiritual.
Junto con el director Alejandro Gómez Monteverde y los productores Leo Severino y Sean Wolfington, fundó en 2004 «Metanoia Films», compañía comprometida con la producción de películas con mensaje social que reivindican la imagen de los latinos en los Estados Unidos. Metanoia estrenó su ópera prima Bella en 2006, dirigida por Alejandro Gómez Monteverde y protagonizada por Verástegui. En Bella el actor interpretó el papel de José, un latino en Nueva York que brinda apoyo moral a Nina (interpretada por Tammy Blanchard), una mujer que ante un embarazo no deseado se plantea la idea de abortar. El filme recibió una gran cantidad de premios y reconocimientos, entre los que destacan el People's Choice en el Festival Internacional de Cine de Toronto de 2006, el gran premio del Festival de Cine de Heartland, el premio Legacy otorgado por el Instituto Smithsoniano por la contribución positiva de la película al arte y la cultura latinas y el galardón Tony Bennett Media Excellence.
En 2009, Verástegui protagonizó el cortometraje independiente The Butterfly Circus de Joshua Weigel. El corto, protagonizado además por el motivador y conferencista Nick Vujicic y el actor estadounidense Doug Jones, ganó el Gran Premio del Festival Doorpost Film Project y dos premios en el marco del Festival de Cine Method Fest, entre otros galardones.

#### Década de 2010 y actualidad
En 2011 Verástegui produjo un nuevo cortometraje, titulado Crescendo. El corto, protagonizado por la actriz colombiana Montserrat Espadalé, fue galardonado en el Festival Internacional de Cortometrajes Heart of Gold y obtuvo premios en otros importantes eventos como el Festival Internacional de Cine de Heartland, el Festival de Cine de Rochester, el Festival de Cine de San Antonio y el Festival de Cine Latino de San Diego. En 2012 encarnó al mártir mexicano Anacleto González Flores en la película de corte histórico Cristiada, dirigida por Dean Wright y protagonizada por Andy García, Eva Longoria y Peter O'Toole. La película, basada en los acontecimientos de la Guerra Cristera, obtuvo varias nominaciones a los premios ALMA en 2002, entre otros reconocimientos.
En 2014 ofició como productor ejecutivo y aportó la voz de Jesús de Nazaret en el doblaje de la película Hijo de Dios. Un año después interpretó el papel de Eduardo Furtillo en la película de Andy Fickman Paul Blart: Mall Cop 2 y al Padre Crispín en el filme Little Boy, otro proyecto de la compañía Metanoia Films donde nuevamente se desempeñó como productor. La película, protagonizada por Emily Watson, Kevin James, David Henrie, Jakob Salvati y Ben Chaplin, narra la historia de Pepper, un niño de ocho años que hace todo lo posible para reunirse con su padre, un soldado que luchó en la Segunda Guerra Mundial y fue capturado por los japoneses.
En 2016, Verástegui produjo el documental La otra parte: La historia no contada del narco, obra que relata la historia del hijo de uno de los primeros narcotraficantes de México y su lucha por la redención. En 2017 el actor realizó una aparición en el episodio «Trainer Wreck» de la segunda temporada de la serie de televisión de la cadena estadounidense CBS Kevin Can Wait, interpretando el papel de Alejandro. Un año después inició el rodaje en la ciudad de Bogotá de una nueva producción de Metanoia Films titulada The Sound of Freedom, que presentará los acontecimientos del rescate realizado por la organización Operation Underground Railroad (OUR) de más de cien niños víctimas de explotación sexual en Colombia. Ese mismo año se anunció que el actor estadounidense Jim Caviezel sería el encargado de encarnar a Tim Ballard, fundador de la organización OUR.

## Activismo e ideología política

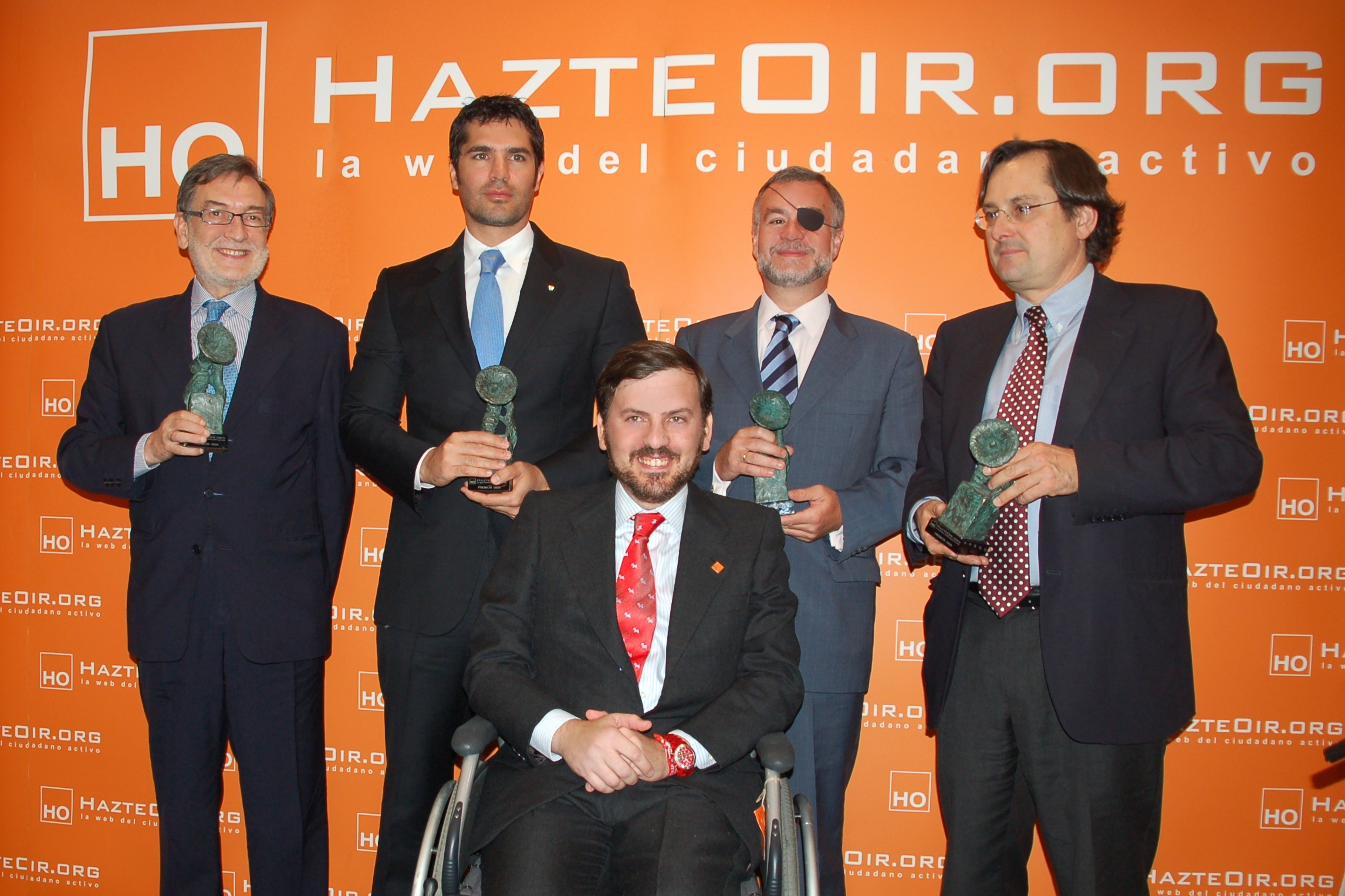
Verástegui en la entrega de los Premios HazteOir.org 2009 en el Hotel NH Eurobuilding de Madrid, España.

Desde hace varios años, Verástegui está involucrado en el activismo político ultraconservador y de extrema derecha. Verástegui se opone fuertemente al aborto legal, para ello ha participado en campañas de oposición a esta práctica, uniéndose además a la plataforma Derecho a vivir, una iniciativa de participación ciudadana provida. También se opone a la eutanasia, al matrimonio igualitario y a la adopción homoparental.
Mediante el establecimiento de la compañía «Metanoia Films», Verástegui y su equipo de trabajo pretenden realizar producciones cinematográficas que generen conciencia en el espectador sobre temas sociales y familiares. Ejemplo de esto son producciones como Bella, largometraje sobre el aborto, Crescendo, cortometraje en el que la futura madre del genio musical Ludwig van Beethoven decide traer al mundo a su bebé a pesar de las difíciles circunstancias, Little Boy, largometraje en el que un niño le demuestra a sus mayores el valor de la amistad y La otra parte, un documental en el que el hijo de un narcotraficante relata su experiencia y expresa su deseo de redención. En propias palabras de Verástegui, «el arte tiene el potencial de tocar el corazón de la persona y cambiar su manera de pensar: cómo vive, cómo sueña y cómo se comporta».
En febrero de 2007, Verástegui fundó «Manto de Guadalupe», una organización sin ánimo de lucro encargada de realizar misiones a diferentes lugares del planeta acosados por la pobreza extrema, con el fin de colaborar en la construcción de viviendas, donar alimentos y medicamentos y brindar asistencia en general. La organización ha realizado misiones en Latinoamérica y África. En agosto de 2010 la fundación inauguró el Centro Médico Guadalupe en Los Ángeles, donde se brinda atención médica prioritaria. También se convirtió en el fundador de la ONG «Seamos Héroes». En apoyo a estas dos iniciativas, Verástegui ha oficiado como conferencista y se ha trasladado a varias ciudades de América realizando campañas de recaudación de fondos que garanticen el sostenimiento de sus fundaciones.
En 2009 recibió el premio HazteOir.org, otorgado por la organización española del mismo nombre a personas o instituciones que promueven el derecho a la vida, la dignidad personal, la familia, la educación y la libertad de culto en España. En esta edición fueron galardonados además el presidente del diario La Razón Mauricio Casals, el político Eugenio Nasarre y el periodista José Javier Esparza. Verástegui ha sido distinguido por su labor benéfica en varias oportunidades. De entre estas distinciones destacan el Premio Madre Teresa de Calcuta otorgado por el Parlamento Italiano, el Premio Tomás Moro por su defensa de la vida humana y la familia y un Doctorado «Honoris Causa» en virtud de su labor en beneficio de la educación, servicio social y desarrollo sustentable.
Intentó ser candidato independiente para la presidencia de México en 2024. Sin embargo, el Instituto Nacional Electoral le negó su registro al no lograr recabar a tiempo las 961 405 firmas requeridas por ley para candidatos independientes, consiguiendo solo 154 828 firmas válidas.

## Controversias

### Saludo nazi en la CPAC
En febrero de 2025, Eduardo Verástegui generó polémica al realizar un aparente saludo nazi al finalizar su discurso en la Conferencia de Acción Política Conservadora (CPAC) en Estados Unidos. Tras pronunciar «mi corazón va con todos ustedes» y tocarse el pecho, levantó su brazo derecho con la mano extendida, imitando el gesto fascista.

## Filmografía

### Cine
| Año  | Título                                          | Papel                    | Notas                   |
| ---- | ----------------------------------------------- | ------------------------ | ----------------------- |
| 2003 | Chasing Papi                                    | Tomás Fuentes            |                         |
| 2005 | Meet Me in Miami                                | Eduardo                  |                         |
| 2006 | Bella                                           | José                     | También productor       |
| 2009 | The Butterfly Circus                            | Méndez                   | Cortometraje            |
| 2011 | Crescendo                                       |                          | Cortometraje, productor |
| 2012 | Cristiada                                       | Anacleto González Flores |                         |
| 2014 | Hijo de Dios                                    | Jesús                    | Voz en castellano       |
| 2015 | Paul Blart: Mall Cop 2                          | Eduardo Furtillo         |                         |
| 2015 | Little Boy                                      | Padre Crispín            | También productor       |
| 2016 | La otra parte: La historia no contada del narco |                          | Documental, productor   |
| 2022 | El Beso de Dios                                 | Narrador                 | Documental              |
| 2023 | Sonido de libertad                              | Paul Delgado             | También productor       |

### Televisión
| Año  | Título                      | Papel                               | Notas                                       |
| ---- | --------------------------- | ----------------------------------- | ------------------------------------------- |
| 1996 | Mi querida Isabel           |                                     |                                             |
| 1998 | Soñadoras                   | Manuel Vasconzelos Jr.              |                                             |
| 1998 | Una luz en el camino        | Daniel                              |                                             |
| 1999 | Tres mujeres                | Ramiro Belmont                      |                                             |
| 1999 | Alma rebelde                | Emiliano Hernández / Mario Expósito |                                             |
| 2001 | Salomé                      | Eduardo                             | Participación especial                      |
| 2003 | CSI: Miami                  | Jarod Parker                        | «Forced Entry» (Temporada 1, Episodio 14)   |
| 2003 | Karen Sisco                 | Tuck Rodríguez                      | «Dear Derwood» (Temporada 1, Episodio 6)    |
| 2004 | Charmed                     | Sr. Right                           | «Prince Charmed» (Temporada 6, Episodio 11) |
| 2015 | Nuestra Belleza Latina 2015 | Él mismo                            | Invitado                                    |
| 2017 | Kevin Can Wait              | Alejandro                           | «Trainer Wreck» (Temporada 2, Episodio 11)  |

## Discografía

### Álbumes de estudio

#### Con Kairo
- 1994: Signo del tiempo
- 1995: Gaudium
- 1996: Cara a cara
- 1997: Éxitos

#### Como solista
- 2001: Eduardo Verástegui

### Sencillos

#### Con Kairo
- 1994: «En los espejos de un café»
- 1994: «Háblame de ti»
- 1994: «Te amaré»
- 1994: «Perdóname»
- 1995: «No nos rendimos»
- 1995: «Ponme la multa»
- 1995: «Dile que la amo»

### Vídeos
- 2001: «Ain't It Funny» de Jennifer Lopez

## Premios y nominaciones destacados

### Carrera artística
| Año  | Premio                                                 | Categoría                  | Producción           | Resultado |
| ---- | ------------------------------------------------------ | -------------------------- | -------------------- | --------- |
| 2000 | Premios TV y Novelas                                   | Mejor actor joven          | Alma rebelde         | Nominado  |
| 2002 | Premios Lo Nuestro                                     | Revelación musical del año | Eduardo Verástegui   | Ganador   |
| 2006 | Festival Internacional de Cine de Toronto              | People's Choice Award      | Bella                | Ganador   |
| 2008 | Premios Movieguide                                     | Premio Grace               | Bella                | Ganador   |
| 2010 | Festival Internacional de Cine Católico Mirabile Dictu | Mejor actor                | The Butterfly Circus | Ganador   |

### Activismo
- 2009 - Distinción otorgada por el Papa Benedicto XVI en la Capilla Sixtina.[75]
- 2009 - Beca de Honor del Colegio Internacional de Peñacorada en León, España.[76]
- 2009 - Premio HazteOir.org por su activismo en favor de la familia y la vida.
- 2010 - Premio Tomás Moro por defensa de la vida humana y la familia.[68]
- 2010 - Premio Madre Teresa de Calcuta otorgado por el Parlamento Italiano.[67]
- 2011 - Premio «Humanae Vitae» por su activismo en favor de la familia y la vida.
- 2016 - Doctorado «Honoris Causa» en virtud de su labor en beneficio de la educación, servicio social y desarrollo sustentable.[6]